# Art des Iroquois
L’art des Iroquois est classé en trois périodes distinctes : l'art préhistorique, l’art de l’époque post-Cartier et l'art contemporain. Les Hurons ont d’ailleurs exploité ces formes d’art, à l'image de Zacharie Vincent, le "dernier Huron", qui réalise de nombreux autoportraits.

## L'art utile chez les Iroquois
Durant l’art de l’époque qui suit le contact (1534-1760), les Iroquoiens (soit les Hurons, les Neutres, les Pétuns et les Iroquois) ont une forme d’art dans leurs institutions politiques et sociales à cause de leurs grandes fortifications.
De plus, les Hurons apprécient la broderie en poil d’orignal avec des motifs floraux sur une peau teinte en noir dont on peut comprendre l’utilité (la chaleur du poil de l’animal fait que l'on réalise des vêtements avec sa fourrure). La qualité des produits des Hurons connaît son apogée vers les années 1830 après leur déménagement vers Lorette, près de Québec. Les Hurons fabriquent alors aussi des sacoches en peau et en fil. Les motifs les plus souvent représentés étaient l’oiseau-tonnerre et la panthère sous-marine (des personnages importants selon leurs croyances).
Les Iroquois, quant à eux, fabriquent des masques : des faux-visages ou des masques dotés d’yeux en métal et parfois de poil de cheval qui servaient durant des cérémonies de guérison. Ces masques sont pour les Iroquois des objets sacré. Ils recelaient une signification pour eux. Finalement, l'avènement de la grande pipe (le calumet) est un avènement pour les autochtones. Des rituels sont exécutés (Le calumet est le symbole de la fraternité humaine). La grande pipe était un objet esthétique et artisanal,.

## L'art dit touristique
L'art dit touristique n'est pas une forme d'art autochtone à proprement parler. Les objets sont réalisés par les autochtones mais sont vendus par la suite. Par exemple, le capteur de rêve est un art dit touristique (on le retrouve dans les magasins). Ces formes d'art s'inspirent à la fois de l'art et des artisanats traditionnel et contemporain pour alimenter le marché.

## Les œuvres d'art iroquoises

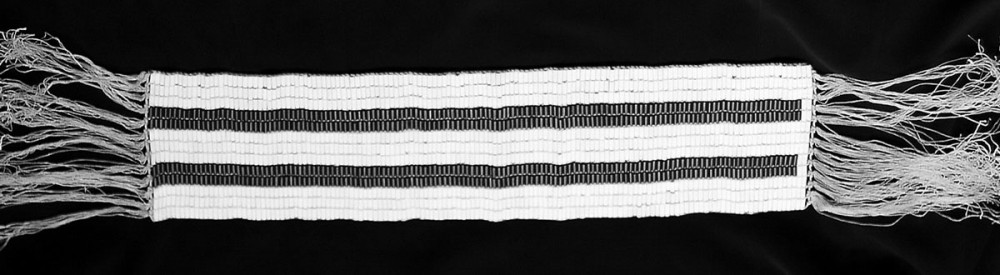
Collier de porcelaine (Wampum)

Les artistes contemporains autochtones se sont fait connaitre de façon très progressive, à cause de la virulence des préjugés sur les indigènes. De fait, ils ont rencontrés des difficultés à être perçus comme de réels artistes, bien que plusieurs d'entre eux ont été exposés dans des galléries et musées.
Les œuvres d'art autochtones ont lentement intégré les musées avec l'aide des conservateurs. Aujourd'hui, les musées canadiens comptent 160 objets d'art autochtones de l'Amérique du Nord.
Zacharie Vincent affirme résolument qu'il appartient à la nation huronne. Antoine Plamondon, un jeune artiste, a peint Vincent sous les traits du «dernier des Hurons», un nom qui lui reste et qu'il ne démentit pas,,.